# Procès des activistes de Lausanne action climat
Pour un article plus général, voir Justice climatique en Suisse.
Le texte peut changer fréquemment, n’est peut-être pas à jour et peut manquer de recul. 
Le titre et la description de l'acte concerné reposent sur la qualification juridique retenue lors de la rédaction de l'article et peuvent évoluer en même temps que celle-ci.
Le procès de Lausanne action climat est une affaire judiciaire suisse opposant le ministère public vaudois à des militants pour le climat. Les douze militants sont poursuivis pour avoir joué au tennis dans une succursale de la banque Crédit suisse à Lausanne, en novembre 2018, dans le but de dénoncer ses investissements dans les énergies fossiles (en faisant appel à Roger Federer, sponsorisé par la banque).
En janvier 2020, le Tribunal de police de Lausanne reconnaît l'état de nécessité et les acquitte. En septembre 2020, les prévenus sont condamnés en appel par le Tribunal cantonal vaudois : celui-ci considère que le dérèglement climatique est un danger imminent, mais voit d'autres moyens d'agir pour se faire entendre de manière licite. 
Selon plusieurs commentateurs, le jugement en première instance est historique, car il constitue le premier procès climatique du genre en Suisse et représente une reconnaissance inédite de l'état de nécessité par un tribunal du pays,. Le jugement de première instance reconnaît que la gravité du dérèglement climatique peut justifier des actes de désobéissance civile non-violente d'ampleur raisonnable,.
En septembre 2020, le Tribunal cantonal vaudois casse l'arrêt de première instance et condamne les activistes pour violation de domicile. En avril 2021, le Tribunal fédéral rejette le recours formulé contre la condamnation en appel, considérant que les conditions pour affirmer l'existence d'un danger imminent au sens du Code pénal ne sont pas réunies. 

## Contexte

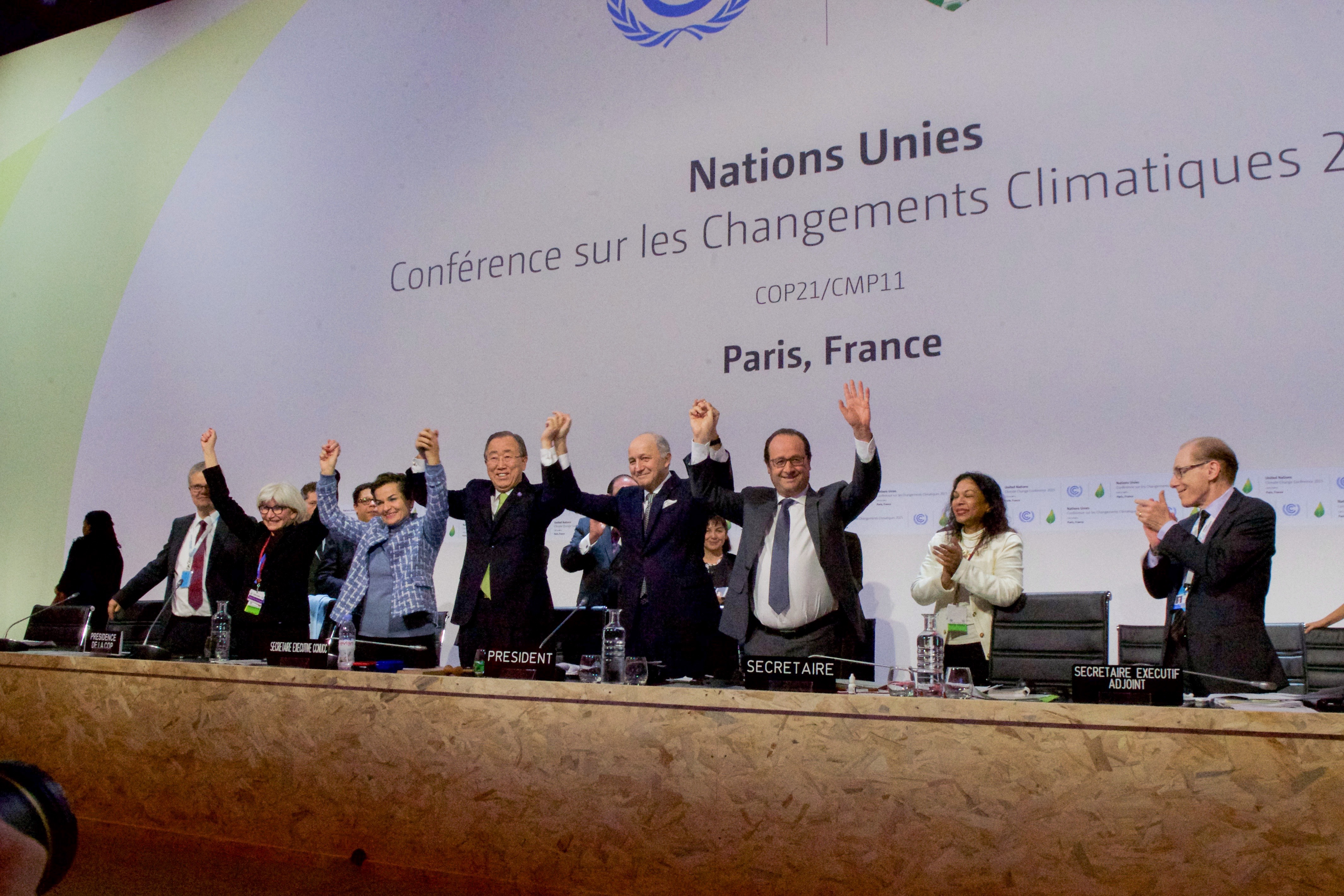
Séance plénière de la COP21 adoptant l’Accord de Paris en 2015.

L'Accord de Paris sur le climat prévoit de contenir le réchauffement climatique d'ici à 2100 « nettement en dessous de 2 °C par rapport aux niveaux préindustriels et en poursuivant l’action menée pour limiter l’élévation des températures à 1,5 °C », notamment en « rendant les flux financiers compatibles avec un profil d'évolution vers un développement à faible émission de gaz à effet de serre et résilient aux changements climatiques ».
En 2015, une étude de la Confédération indique que les investissements dans les énergies fossiles présentent des risques pour la place financière suisse (bulle du carbone) et que les investisseurs suisses favorisent un réchauffement global de 4 à 6 °C (chiffres confirmés en 2016 et en 2017). En 2016, l'Alliance climatique suisse publie une analyse révélant que l'impact climatique de la place financière suisse s’élève à 1 100 milions de tonnes d'équivalents CO2 par année, soit 22 fois les émissions domestiques de la Suisse,.

## Faits

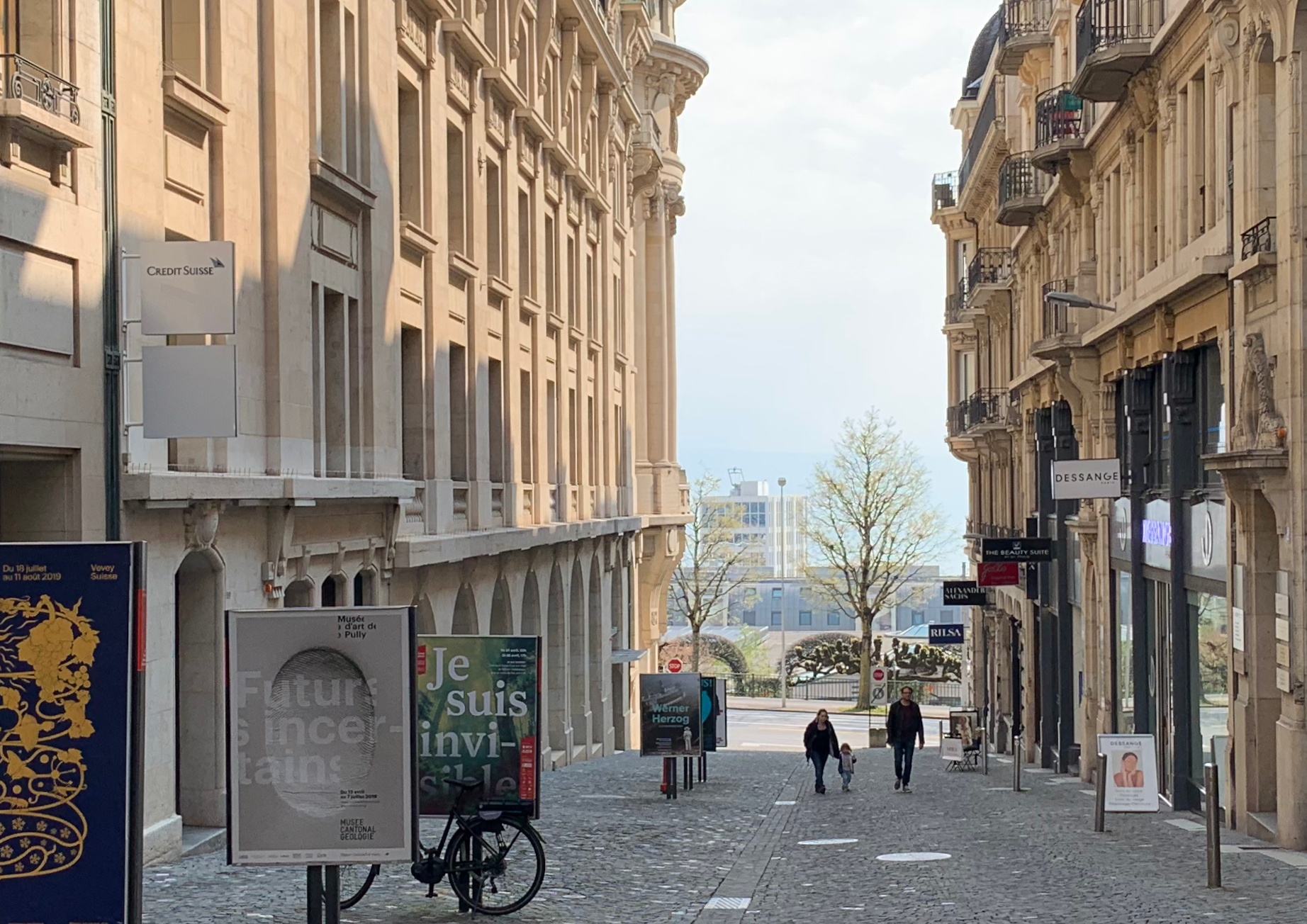
L'action a eu lieu dans l'agence Crédit suisse de la rue du Lion d'Or.

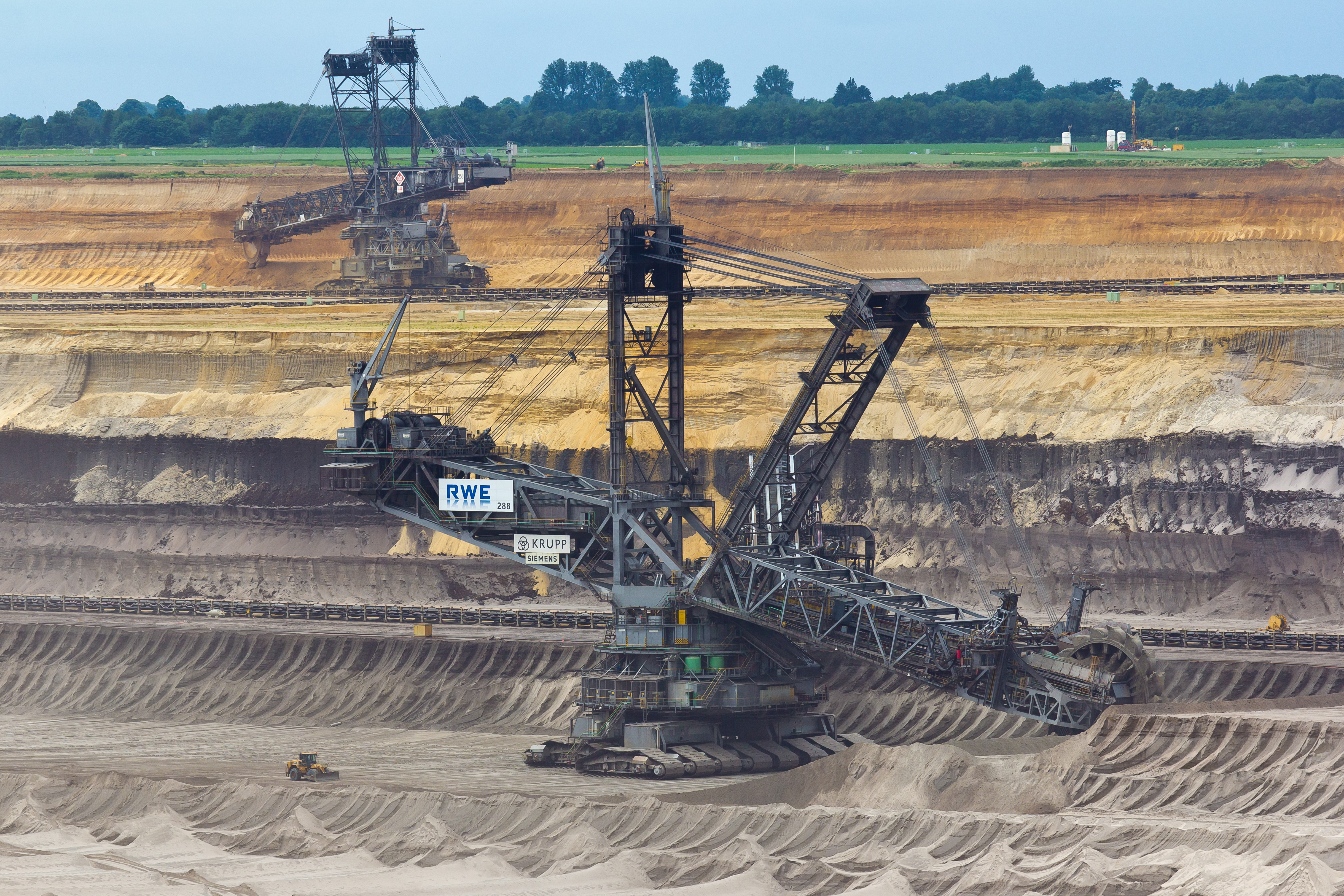
Crédit suisse investit dans les énergies fossiles, dont le charbon.

Le 22 novembre 2018, des militants pour le climat du collectif « Lausanne action climat » jouent au tennis dans les agences du Crédit suisse de Lausanne (alors que d'autres groupes faisait de même à Genève et Bâle simultanément) pour protester contre les investissements de la banque dans les énergies fossiles. Le thème du tennis est choisi pour inciter Roger Federer à rompre son lien avec ce sponsor qui a multiplié par 16 ses financements pour le charbon de 2016 à 2017,,. Après une occupation des locaux d'environ une heure, les militants sont évacués par la police et leur identité a été relevée.

## Procès en première instance
À la suite d'une plainte du Crédit suisse, les douze militants lausannois sont inculpés (de violation de domicile et d’infractions à la loi vaudoise sur les contraventions) et condamnés par ordonnance pénale à 21 600 francs d'amende,,,.
Les douze militants ayant fait opposition à leur condamnation par ordonnance pénale, leur procès a eu lieu du 7 au 13 janvier 2020, au Tribunal de police de Lausanne, qui siège dans la Salle d'audience cantonale à Renens. Le Tribunal est présidé par le PLR Philippe Colelough, juge unique. Les 12 militants sont défendus par 13 avocats travaillant de manière bénévole (pro bono),,, . 
En revanche, Crédit suisse et le procureur du Ministère public ne se présentent pas à l'audience.
Les prévenus et leurs avocats proposent douze témoins au tribunal, dont Jean-Pascal van Ypersele et Martine Rebetez (climatologues), Myret Zaki (journaliste économique), Marie Toussaint (juriste et eurodéputée) et Dominique Bourg (philosophe).
Lors de l'audience, le juge Colelough accepte l'audition de trois témoins proposés dont Jacques Dubochet (prix Nobel de chimie en 2017) et Sonia Seneviratne (climatologue).
Le verdict d’acquittement est rendu le 13 janvier 2020 devant une salle comble.

### Considérants sur les faits
Le tribunal indique avoir été convaincu par les rapports du GIEC et le témoignage de la professeure de climatologie Sonia Seneviratne. Dans son jugement, il reconnaît que le danger du dérèglement climatique invoqué par les activistes est existant et que son imminence est établie,, reconnaissant que le réchauffement climatique est d'origine humaine, la montée des océans et des phénomènes migratoires qui peuvent en résulter.

### Considérants en droit
Le juge Colelough reconnaît la violation de domicile, mais a retenu l'« état de nécessité licite » dans lequel ont agi les militants,,.

« Quiconque commet un acte punissable pour préserver d’un danger imminent et impossible à détourner autrement un bien juridique lui appartenant ou appartenant à un tiers agit de manière licite s’il sauvegarde ainsi des intérêts prépondérants. » (article 17 du Code pénal).

Le tribunal considère qu'il existe un cadre légal permettant de lutter contre le dérèglement climatique, au moins dans les textes fondamentaux, mais qu’il n'est pas suffisamment respecté et que les militants n'ont pas de moyens juridiques à disposition pour exiger ce respect. Le tribunal est de l'avis que l'action soit nécessaire pour se faire entendre et que les intérêts lésés (subir une manifestation) sont moins importants que les intérêts à protéger (en l’occurrence, la sauvegarde du climat) :

« Quant aux moyens utilisés, réunir 20 individus sur le trottoir, même devant Crédit suisse, n’aurait pas eu l’impact déclenché par ce procès. La façon de procéder était donc la seule susceptible d’obtenir ce retentissement. J’ajoute que les manifestants ont préalablement écrit à la banque, sans obtenir de réponse. Quant à des moyens politiques, les parlementaires eux-mêmes n’arrivent pas à se faire entendre, imaginons ces jeunes. Enfin, concernant un intérêt prépondérant, le climat touche à la santé et à la vie alors que le lésé n’a été empêché que d’user comme il l’entend de son domicile. La pesée d’intérêts va en faveur des prévenus. J’en conclus que l’acte incriminé était nécessaire et proportionné. »

Le juge Colelough estime donc que l'action des militants est « nécessaire et proportionnée » au vu de l'urgence climatique. Il précise que la reconnaissance du caractère licite de l'action est liée à son caractère non-violent, à sa durée limitée et au faible risque de débordement de la manifestation.

## Procès en appel

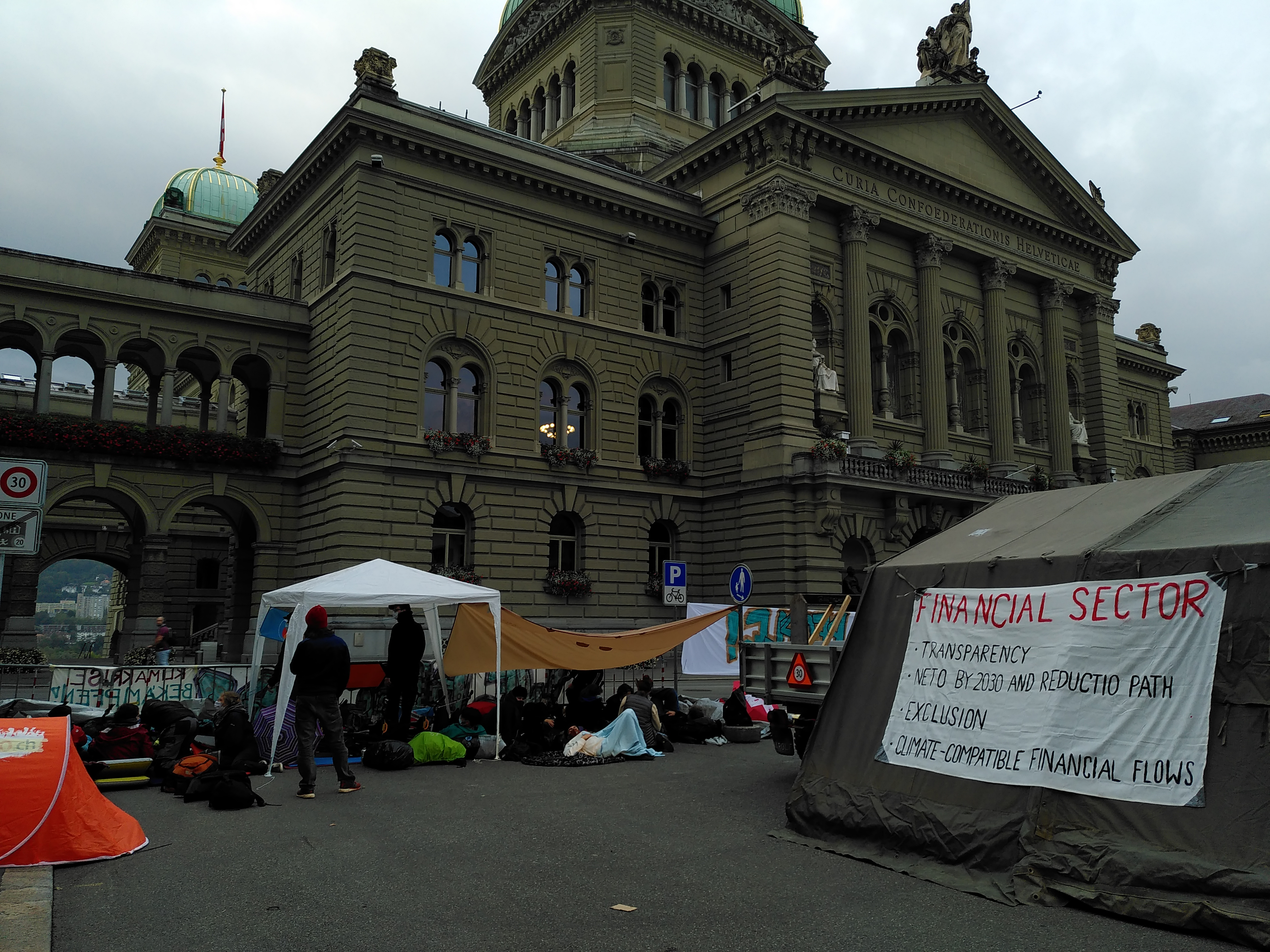
En septembre 2020, la même semaine que le procès, d'autres militants pour le climat ont campé devant le Palais fédéral pendant les débats sur la loi sur le.

Le 14 janvier 2020, le lendemain du jugement en première instance, le procureur général du Canton de Vaud annonce qu'il interjette appel contre le jugement de première instance, qui constitue selon lui une « réponse surprenante qui doit être portée devant l'instance cantonale supérieure » car elle « paraît étendre le champ d’application de la disposition [état de nécessité] au-delà des limites fixées par la jurisprudence dans un contexte comportant des aspects politiques ». Le deuxième procès, devant la Cour d’appel, est agendé septembre 2020.
Le procès en appel s'ouvre le 22 septembre 2020, devant la Cour d'appel pénale du Tribunal cantonal vaudois (dans la Salle d'audience cantonale à Renens). En raison de la pandémie de coronavirus, l'audience se déroule en huis clos partiel, c'est-à-dire avec journalistes mais sans public,. Une centaine de personnes sont présentes devant le bâtiment pour applaudir les jeunes poursuivis,. Ils forment une haie d'honneur, surnommée l'« allée des faits », avec des pancartes reprenant des publications de 2020 sur la crise climatique.
Le tribunal est composé de trois juges, le président et deux juges assesseurs. La matinée est consacrée à l'audition des prévenus et l'après-midi au réquisitoire du procureur général ainsi qu'aux plaidoiries,.
Les avocats des prévenus citent de nombreux rapports scientifiques (du GIEC, de l'ONU et de l'Office fédéral de l'environnement) constatant que les placements bancaires dans les énergies fossiles entraîne un dérèglement climatique catastrophique : feux de forêt cataclysmiques, asphyxie des océans, fonte des glaciers, extinction de masse, crises alimentaires et réfugiés climatiques par millions,. Ils rappellent des exemples de désobéissance civile.

### Témoins
Les avocats des membres du collectif Lausanne action climat demandent l'audition de deux témoins, le climatologue Thomas Stocker (professeur à l'Université de Berne et auteur du Groupe d'experts intergouvernemental sur l'évolution du climat) et la spécialiste du rôle des banques dans le dérèglement climatique Lucie Pinson (directrice de l'ONG Reclaim Finance). La Cour, ne souhaitant pas instruire de nouveau l'affaire, a rejeté leur requête.
En réponse aux questions des avocats des accusés, 21 climatologues (dont la présidente du Haut Conseil pour le climat et plusieurs membres du GIEC) consignent une lettre pour rappeler le contexte scientifique sur le niveau de réchauffement climatique, ses causes et ses risques

### Jugement
Le jugement est lu le 24 septembre 2020,.

#### Considérants sur les faits
La Cour d'appel indique que les rapports scientifiques sont « particulièrement convaincants », qu'ils établissent clairement le dérèglement climatique et qu'« il va par ailleurs de soi de tels phénomènes représentent un danger pour les biens et l'intégrité, notamment physique, des individus qui y sont exposés ». La Cour estime donc le danger comment imminent,, en citant l'actualité qui « regorge d'exemples » à « divers endroits du globe » démontrant le caractère imminent.
Le jugement cite des exemples d'action des autorités telles que l'objectif de neutralité carbone en 2050 annoncé par le Conseil fédéral en août 2019, et la loi sur le CO2 adoptée par l'Assemblée fédérale en septembre 2020.

#### Considérants en droit
La Cour juge ainsi que l'action des activistes n'a pas directement permis d'atténuer le changement climatique et que les manifestants ont eu d'autres moyens de se faire entendre de manière licite, que ce soit en manifestant au dehors de la banque ou via les outils de la démocratie directe,. Les douze militants sont donc condamnés pour violation de domicile, « empêchement d’accomplir un acte officiel » et contravention au Règlement général de police de la Commune de Lausanne (manifestation non autorisée et refus d'obéir à la police),,. La Cour ajoute que les prévenus « ont agi en cédant à un motif honorable » permettant de diminuer la peine des deux personnes ayant obéi à la police.

« […] il apparaît qu'on ne se trouve pas dans une situation où les mesures de protection nécessaires ne pourraient plus être prises par les autorités, qu'en tout état de cause, les agissements des prévenus n'étaient pas directement aptes à réduire ni même freiner les émissions de CO2 à l'origine du réchauffement climatique, que l'objectif de propagande qu'ils poursuivaient pouvait être atteint de manière licite et qu'ainsi, le principe de la subsidiarité absolue, dont le respect s'impose pour reconnaître tant l'existence d'un état de nécessité licite (art. 17 CP) que le fait justificatif extra légal de la sauvegarde d'intérêts légitimes, n'a pas été respecté »

La Cour d'appel relève également que « quiconque agit comme la loi l’ordonne ou l’autorise se comporte de manière licite, même si l’acte est punissable en vertu du présent code ou d’une autre loi » (art. 14 CP), mais que « Le point de savoir si une norme de rang constitutionnel, dans la mesure où elle déploie des effets horizontaux, constitue une loi au sens de l'art. 14 CP, n'a pas été tranché ».

#### Avis minoritaire
Fait rare, l'une des trois juges de la Cour a publié un avis pour exprimer son opinion divergente.
Elle y indique que manifester pacifiquement (sans violence ni dommage) est une liberté fondamentale ; et que les sanctions devraient faire preuve de plus de retenue pour de pas constituer des restrictions excessives aux droits fondamentaux (article 36 de la Constitution ; ce qui n'a pas été retenu par les deux autres juges, estimant que la liberté de manifester ne s'étend pas au domicile d'autrui). Selon cet avis minoritaire, il n'y a pas « empêchement d’accomplir un acte officiel » et, compte tenu des circonstances, une exemption de peine (article 52 du Code pénal) ou des peines symboliques sous forme d'amendes auraient suffi.

## Arrêt du Tribunal fédéral

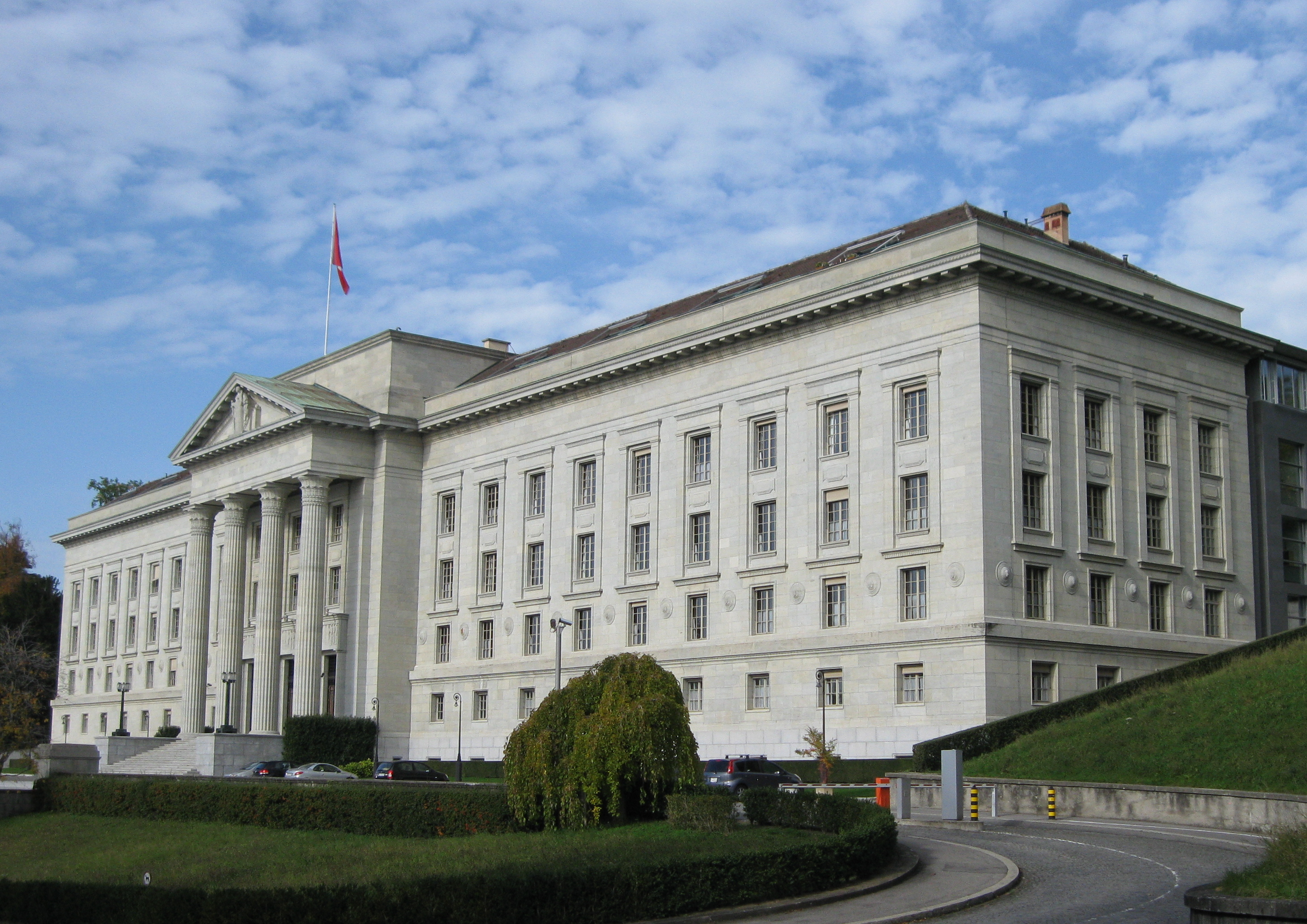
En avril 2021, le Tribunal fédéral rend son arrêt dans l'affaire et ne retient pas l'état de nécessité licite.

Le 6 novembre 2020, les 14 avocats de la défense font recours au Tribunal fédéral critiquent notamment la décision de huis clos. Dans un arrêt rendu le 26 mai 2021, le Tribunal fédéral rejette l'état de nécessité licite soulevé en appel. « Sans qu'il soit nécessaire de discuter de l'urgence climatique en tant que telle », les juges de Mon-Repos notent que la condition du « danger imminent et impossible à détourner autrement » n'est pas réalisée,.
Cependant, les juges fédéraux admettent partiellement le recours, l'empêchement d’accomplir un acte officiel ne pouvant pas être retenu pour motifs procéduraux.
Conformément à leur annonce faite en septembre 2020,, les militants annoncent saisir la Cour européenne des droits de l'homme.

## Deuxième jugement cantonal
Le 6 décembre 2021, à la suite du jugement fédéral qui avait partiellement admis le recours, la justice vaudoise a rejugé les prévenus et a abandonné une partie des charges initialement retenues.

## Cour européenne des droits de l'homme
En novembre 2021, les militants envoient leur requête à la Cour européenne des droits de l'homme, pour défendre leur droit à la liberté d'expression et de liberté de réunion. La procédure pourrait durer plusieurs années.
Selon Helen Keller, professeure de droit à l’Université de Zurich et ancienne juge à la Cour européenne des droits de l’homme, « il est probable que les revendications des accusés ne soient entendues que s’ils font valoir leur droit à la liberté d’expression et de réunion ».

## Réception et commentaires

### Réception du jugement de première instance
Dès sa publication, le jugement de première instance fait l'objet de plusieurs commentaires de la part de juristes, de personnalités politiques et de journalistes.

#### Réception politique et journalistique
La lecture du jugement est accueillie par une salve d'applaudissements,. Une avocate des militants déclare après le jugement : « La justice a reconnu le droit à la vie comme étant supérieur aux intérêts financiers. C'est la décision la plus importante de toute ma carrière ».
Certains parlementaires y voient une violation de la séparation des pouvoirs, la détermination de l'urgence climatique et les mesures à prendre étant de nature politique plus que juridique,. Ainsi, pour le conseiller national Philippe Nantermod :

« [Ce n'est pas] le rôle d'un tribunal de dire s'il y a urgence climatique. Il y a une violation de la séparation des pouvoirs […] c'est très grave et contraire à l'ordre démocratique […] On donne un droit à violer la loi pour des motivations politiques. […] La justice ne doit pas, selon l'air du temps, défendre les uns contre les autres, [elle] n'est plus une justice, mais un organe politique, et cela devient assez dangereux. »

D'autres parlementaires, comme Sibel Arslan, accueillent positivement le jugement de première instance.
La NZZ considère le jugement comme historique, tout en accusant le juge Colelough de faire preuve d'activisme politique. La Revue durable défend l'idée que loin de menacer l'état de droit, les manifestants cherchent à le sauver de la catastrophe climatique.

#### Réception par la doctrine juridique
Le jugement est assez mal reçu par le monde juridique. Les critiques relèvent notamment que concept d'état de nécessité licite vise avant tout des biens juridiques individuels,, alors que le climat est à prendre comme bien collectif. Le fait que le danger est abstrait et différé, et que l'action des manifestants n'était pas de nature (aptitude) à le détourner directement penche pour les critiques en faveur d'un jugement contraire à l'esprit de la loi, ce qui a été confirmé dans l'arrêt cantonal puis fédéral. 
Plusieurs professeurs de droit pénal portent un regard très critique sur le jugement : ainsi Stefan Trechsel (de), professeur émérite de droit pénal à l'Université de Zurich, affirme que le jugement « conduirait au chaos » et va contre l'état de droit. Marcel Alexander Niggli, professeur de droit pénal et de philosophie du droit à l'Université de Fribourg, relève que le tribunal utilise une « astuce » argumentative incohérente sur la question du bien juridique à protéger,. Dans une interview à l'Aargauer Zeitung, Niggli considère que le juge Colelough n'applique le droit, mais fait de la politique, et que pour cette raison il devrait être démis de ses fonctions.
En même temps, un ancien juge fédéral salut la décision du tribunal, notant que « Face à de nouveaux problèmes de société comme le réchauffement climatique, la discussion est essentielle pour que la jurisprudence évolue. […] Depuis toujours, l’interprétation des lois évolue pour être en phase avec la société ». D'autres indiquent que le danger climatique serait imminent puisque permanent; qu'un climat stable est nécessaire à la vie, ce qui indiquerait un intérêt privé concret ; et que juger cette manifestation non violente comme inapte, malgré l'impact qu'elle a eu, encouragerait des actions plus radicales. Selon Camille Perrier Depeursinge, professeure associée au Centre de droit pénal de l'Université de Lausanne, ce premier jugement est très bien motivé, sauf concernant l'« aptitude » de l'action à limiter le danger de la dérive climatique. Concernant la peine la plus juste, elle relève que « les activistes n'ont commis aucune déprédation ni fait de mal à personne. L'intérêt public à les punir n'est pas flagrant. L'autorité compétente pourrait parfaitement renoncer à les poursuivre, comme le prévoit le Code pénal (art. 52) »,. Cette position correspond à l'avis exprimé préalablement par Andrés Payer, chercheur à l'Université de Zurich.
La question des biens juridiques en cause est particulièrement débattue. Raphaël Mahaim, un des avocats de la défense, avance que le système judiciaire suisse protègerait mieux les intérêts individuels que les intérêts collectifs, ce qui rendrait difficile de faire appliquer les articles constitutionnels sur le but de la Confédération (article 2 de la Constitution fédérale), les buts sociaux (article 41) et la protection de la biosphère (article 73 et suivants). Toutefois, les buts sociaux de la Constitution fédérale ne peuvent pas servir de base pour créer de droits aux individus, comme rappelé par le Tribunal fédéral en 2015 et en mai 2020. Quant à l'article 73, le Tribunal affirme en 2006 que « pour l'heure, le concept [de développement durable] revêt un caractère essentiellement programmatique et n'a pas valeur d'un droit constitutionnel qui pourrait être directement invoqué comme tel devant les tribunaux ». En 2014, la doctrine ne semble ainsi pas être univoque sur le caractère justiciable de l'article 73 de la Constitution fédérale.

### Réception du jugement en appel
Après le jugement en appel, le procureur général vaudois comment : « la cause que vous portez est une cause pertinente », une « bonne cause », et « mettez votre énergie pour la défendre conformément au droit ». Il estime aussi qu'« il n'y a pas assez qui se fait dans le domaine environnemental ».
Certains commentateurs journalistiques considèrent que les juges du Tribunal cantonal vaudois appartiennent au « vieux monde » et se positionnent « contre le changement »; d'autres considèrent la sanction pénale comme justifiée,. D'autres encore craignent qu'une condamnation puisse encourager une radicalisation du mouvement.
Selon l'ancien conseiller national Jacques Neirynck, les jugements de Lausanne et Genève témoignent « de la perplexité du pouvoir judiciaire » et y voit un débat entre la légalité et la légitimité. Il rappelle à ce égard le cas de Paul Grüninger, commandant de la police cantonale saint-galloise ayant sauvé des Juifs durant la Shoah.

### Réception de l'arrêt du Tribunal fédéral
Dans son commentaire de l'arrêt du Tribunal fédéral, Andrés Payer, qui a aussi commenté le jugement de première instance, arrive à la conclusion que même s’il apporte une sécurité juridique souhaitable, cet arrêt est critiquable à plusieurs égards. Il critique notamment l'appréciation de la condition de l'« imminence » du danger.
Arnaud Nussbaumer, l'un des avocats de la défense d'un procès fribourgeois, est surpris que les juges ne voient pas le « péril climatique », alors que l'Organisation mondiale de la santé alerte que « le changement climatique représente la plus grande menace pour la santé dans le monde au XXIe siècle ». Il s'étonne également que le Tribunal fédéral n'aurait pas pris en compte les arrêts de la Cour européenne des droits de l'homme estimant que les libertés d'expression et de réunion s'applique également dans les espaces privés.

## Influences

### Crédit suisse
Concernant ses investissements, la banque Crédit suisse rejette le désinvestissement complet des combustibles fossiles mais déclare en janvier 2020 qu'il « cherche à aligner ses portefeuilles de prêts sur les objectifs de l'Accord de Paris » et « n'investira plus dans de nouvelles centrales à charbon »,,.
Le 20 janvier 2020, après le jugement, le directeur général de Crédit suisse, Tidjane Thiam, évoque les activistes lausannois, disant qu'ils le font sourire et les invite à dialoguer avec lui. Les activistes lui répondent en lui proposant un débat transparent et télévisé par un communiqué de presse le 24 janvier 2020.
En septembre 2020, lors du procès en appel, Crédit suisse annonce avoir une « stratégie de gestion des risques climatiques » depuis 2019 et une « fonction dédiée à la durabilité » au sein de la direction depuis août 2020. Selon Le Temps, la date d’entrée en vigueur des mesures annoncées par la banque « semble confirmer que l’action des militants [...] n’aura peut-être pas été vaine ».

### Roger Federer

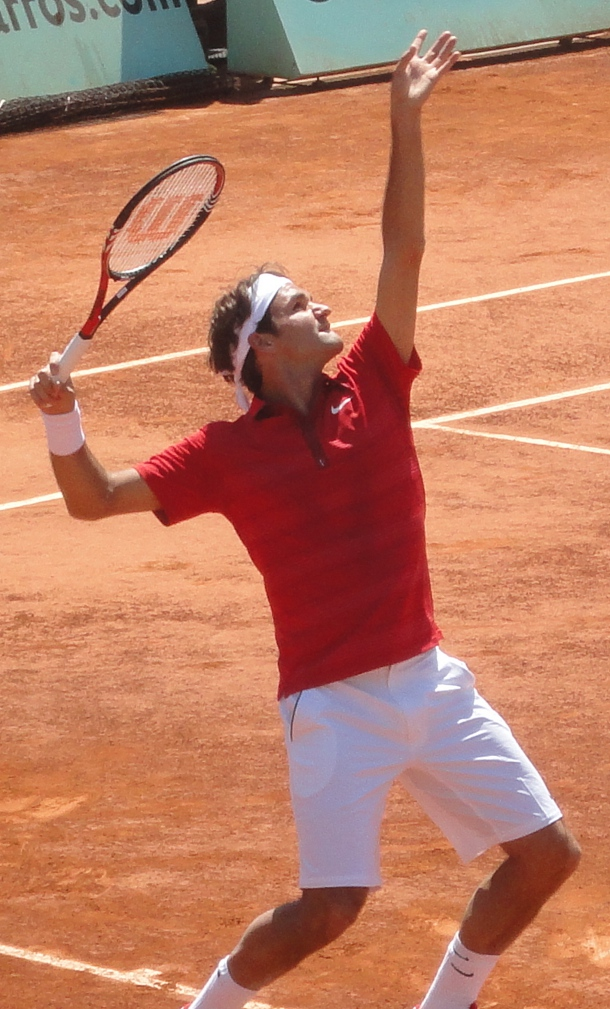
Les militants se sont déguisés en joueurs de tennis pour faire appel à Roger Federer, qui a répondu en exprimant son admiration pour le mouvement des jeunes pour le climat.

À la suite d'une campagne d'interpellation sur les réseaux sociaux (en particulier Twitter), soutenue par mouvements tels que Fridays for Future et Youth for Climate, Roger Federer (dont Crédit suisse est l'un des sponsors depuis 2009) répond aux militants,. Le 11 janvier 2020, Roger Federer publie la déclaration suivante, : 

« [...] J'ai beaucoup de respect et d'admiration pour le mouvement des jeunes pour le climat, et je suis reconnaissant aux jeunes militants pour le climat de nous pousser tous à examiner nos comportements et à agir [...] J'apprécie les rappels à ma responsabilité [...] et je m'engage à utiliser cette position privilégiée pour dialoguer sur des questions importantes avec mes sponsors. »

### International
Selon 24 heures, « jamais une simple infraction au règlement de police de Lausanne n’a rencontré l’écho médiatique auquel ont eu droit « les joueurs de tennis » du climat ». Les pressions sur Roger Federer sont reprises notamment par 350.org et Greta Thunberg,. 
Le procès est relayé par divers médias internationaux dont The New York Times, The Guardian et la BBC.

## Affaires similaires
Les questions soulevées par le jugement du 13 janvier 2020 sont importantes, car, selon un ancien juge fédéral, la jurisprudence pourrait évoluer.
En Suisse, un premier procès climatique a lieu en 2018, celui des Ainées pour la protection du climat contre l'inaction du gouvernement. Différentes actions de justice climatique en Suisse menées depuis 2018 ont des suites judiciaires (notamment les « Mains rouges » et des occupations de lieux).
En France, en 2019, le tribunal correctionnel de Lyon acquitte les décrocheurs du portrait du président Emmanuel Macron invoquant l'état de nécessité. L'état de nécessité climatique est reconnue dans diverses affaires par des tribunaux aux États-Unis et au Pérou.